# 中川重雄
中川 重雄（なかがわ しげお、1910年1月10日 - 没年不明）は、日本の平泳ぎ選手。1932年ロサンゼルスオリンピックに出場し、200m平泳ぎで6位入賞した。愛知県出身。